# كين بياتريس
كين بياتريس (بالإنجليزية: Ken Beatrice)‏ هو مقدم برامج إذاعية أمريكي، ولد في يوليو 1943، وتوفي في 6 ديسمبر 2015 بسبب ذات الرئة.